# Культура клітин

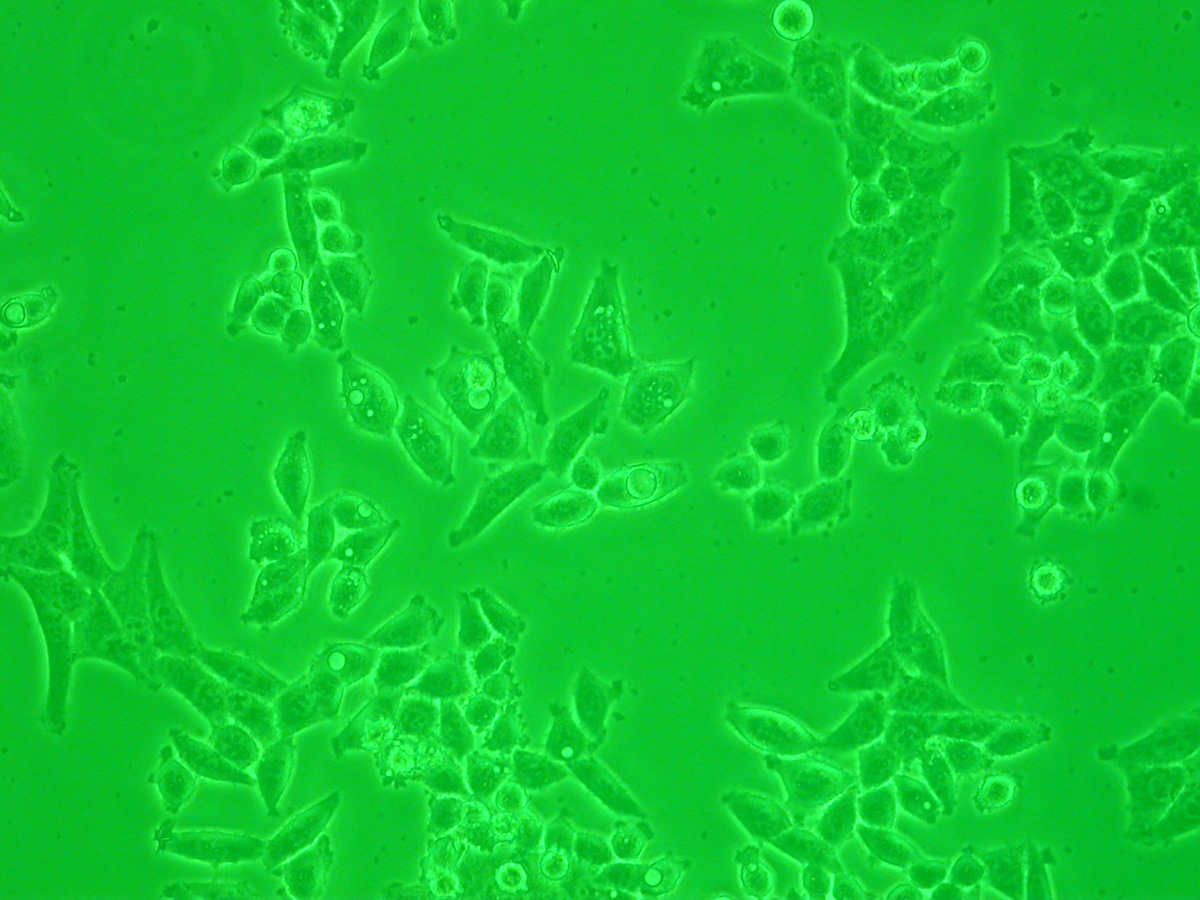
Культура клітин раку шийки матки HeLa (фазово-контрастна мікроскопія)

Клітинні культури — генетично однорідні популяції клітин, що ростуть у постійних умовах оточуючого середовища. Це можуть бути штами нормальних клітин людини, тварин, рослин або тканин злоякісних пухлин.
Культивування клітин — це фундаментальна техніка в галузі біотехнології, яка передбачає культивування та розмноження клітин поза їх природним середовищем, як правило, у контрольованих лабораторних умовах. Цей метод здійснив революцію в різних наукових дисциплінах і галузях, уможлививши поглиблені дослідження, розробку ліків, тканинну інженерію та біовиробництво.

## Історія
Концепція вирощування клітин поза їх природним середовищем бере свій початок з кінця XIX століття. У 1906 році американський зоолог Росс Гаррісон досяг значної віхи, успішно культивувавши нервові клітини ембріона жаби в сольовому розчині, продемонструвавши потенціал для росту клітин у штучних умовах. Подібним чином у 1911 році Алексіс Каррель, французький хірург, розвинув цю сферу завдяки своїй новаторській роботі з культивування клітин. Він розробив метод «курячого серця», який передбачав використання ембріональних тканин для створення першої успішної довготривалої клітинної культури.
На початку 20-го століття розробка відповідних культуральних середовищ і стерильних методів проклала шлях для більш систематичних експериментів з культурою клітин. Розробка Гаррі Іглом у 1950-х роках мінімально необхідного середовища Eagle's Minimum Essential Medium (MEM) стала важливою віхою, забезпечивши чітку та збалансовану суміш поживних речовин, придатну для широкого діапазону типів клітин. Крім того, удосконалення асептичних методів Говардом Ґріном у 1970-х роках значно покращило здатність підтримувати вільні від контамінації клітинні культури.

## Основні поняття

### Типи клітин

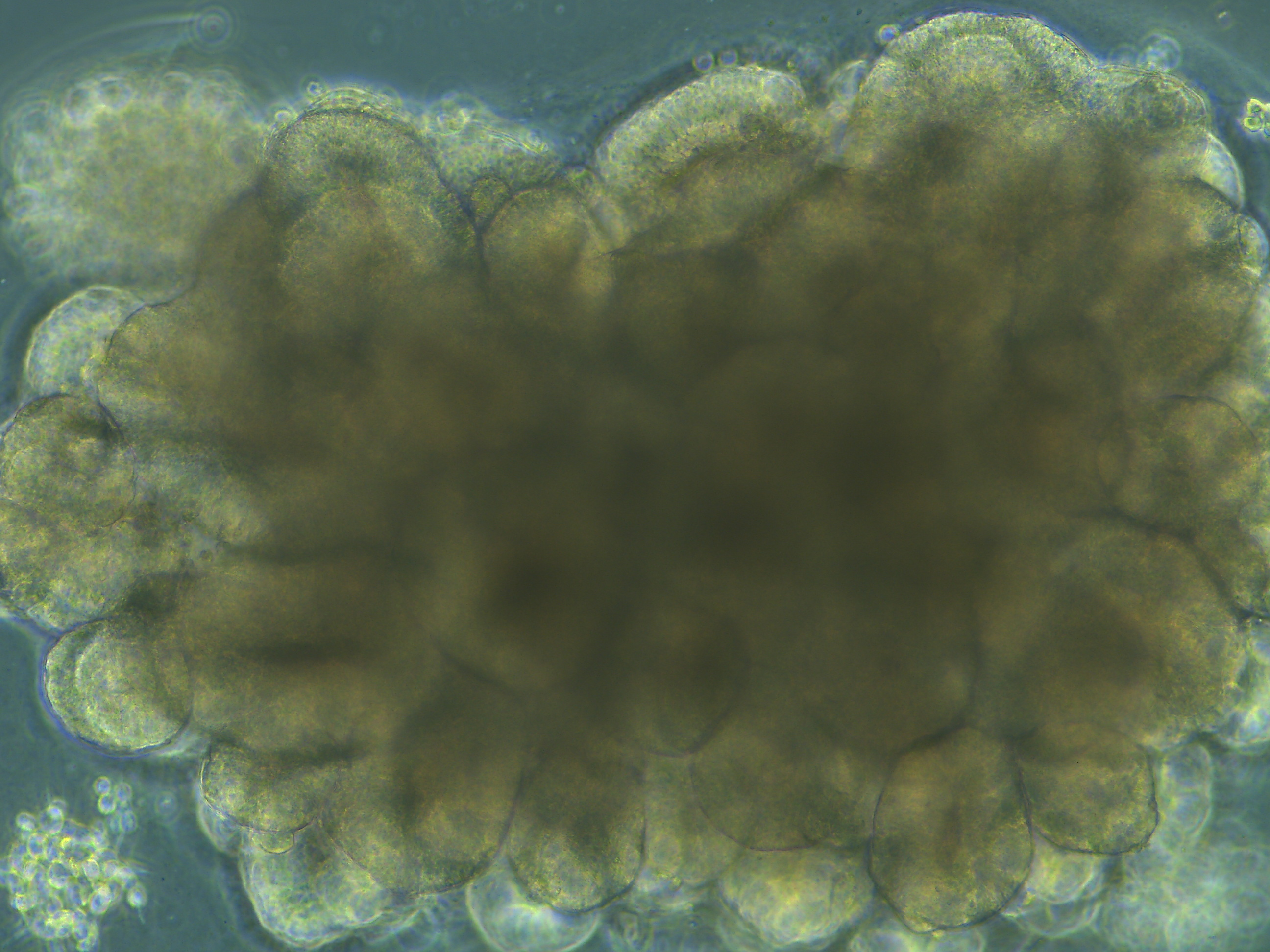
Мозкові органоїди людини з клітин людського мозку під час розвитку.

Клітинна культура охоплює різноманітний набір типів клітин, починаючи від первинних клітин, отриманих безпосередньо з тканин, до безсмертних клітинних ліній і спеціалізованих клітинних конструкцій. Первинні клітини зберігають свої характеристики ближче до свого природного стану, тоді як безсмертні клітинні лінії, такі як клітини HeLa, зазнали генетичних змін, щоб уникнути типового старіння та підтримувати постійне розмноження. Стовбурові клітини та органоїди, які відтворюють складніші структури тканин, пропонують нові шляхи імітації фізіологічного середовища in vitro (від лат. in — в, лат. vitro — скло).

### Культуральні середовища
Культуральні середовища забезпечують необхідні поживні речовини та фактори росту, необхідні для виживання та проліферації клітин поза організмом. Формула культуральних середовищ з часом еволюціонувала від простіших поживних сумішей, які використовувалися на початку 20-го століття, до хімічно визначених безсироваткових середовищ, доступних сьогодні. Загальні компоненти культуральних середовищ включають амінокислоти, вітаміни, солі та фактори росту.

### Умови культивування
Підтримка належних умов культивування має вирішальне значення для здоров’я та росту клітин. Такі фактори, як температура, вологість, рН і концентрація газів (зазвичай CO2 і O2), суворо контролюються, щоб імітувати природне фізіологічне середовище клітин. Інкубатори, оснащені точним контролем, забезпечують оптимальні умови для росту клітин.
Клітини звичайно поміщають у скляні посудини, звідси і дослідження отримали назву вивчення in vitro, хоча тепер частіше культури вирощують у пластмасових посудинах. Виділені з тканин клітини інкубують при температурі +38 °C +39 °C (для клітин тваринного і людського організмів) та при +22 °C +28 °C (для рослинних клітин) у поживному середовищі відповідного складу. Клітини тоді ростуть у вигляді суспензії або моношару. Суспензійна культура — це вирощування окремих клітин або невеликих їх груп у завислому стані у рідкому живильному середовищі з використанням апаратури, що забезпечує їх аерацію і перемішування. Характерною особливістю суспензійних культур є їх морфологічна та біохімічна гетерогенність. Клітинна популяція містить клітини, які відрізняються за розміром і формою. Метод суспензійної культури може бути застосовано не тільки до клітин тварин, а й до рослинних клітин.

### Посудини для культур клітин
Вибір посудини для культури впливає на ріст клітин і результати експерименту. Традиційні посудини включають чашки Петрі, багатолункові планшети та роликові пляшки. Досконаліші варіанти, такі як біореактори та мікрофлюїдні пристрої, забезпечують динамічне культуральне середовище для імітації фізіологічних умов.

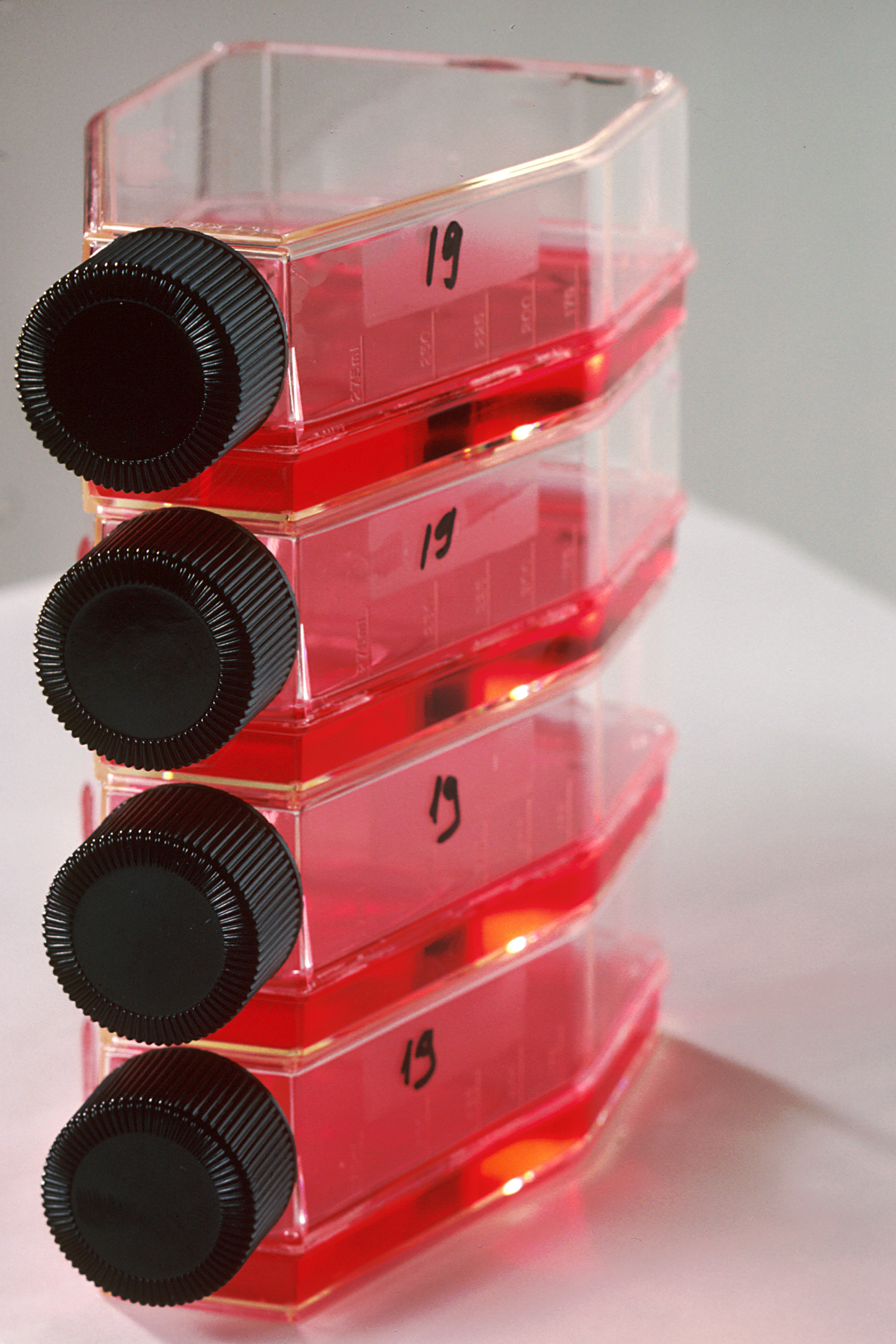
Флакони із культуральним середовищем для вирощування тваринних клітин

## Застосування

### Застосування уцитології

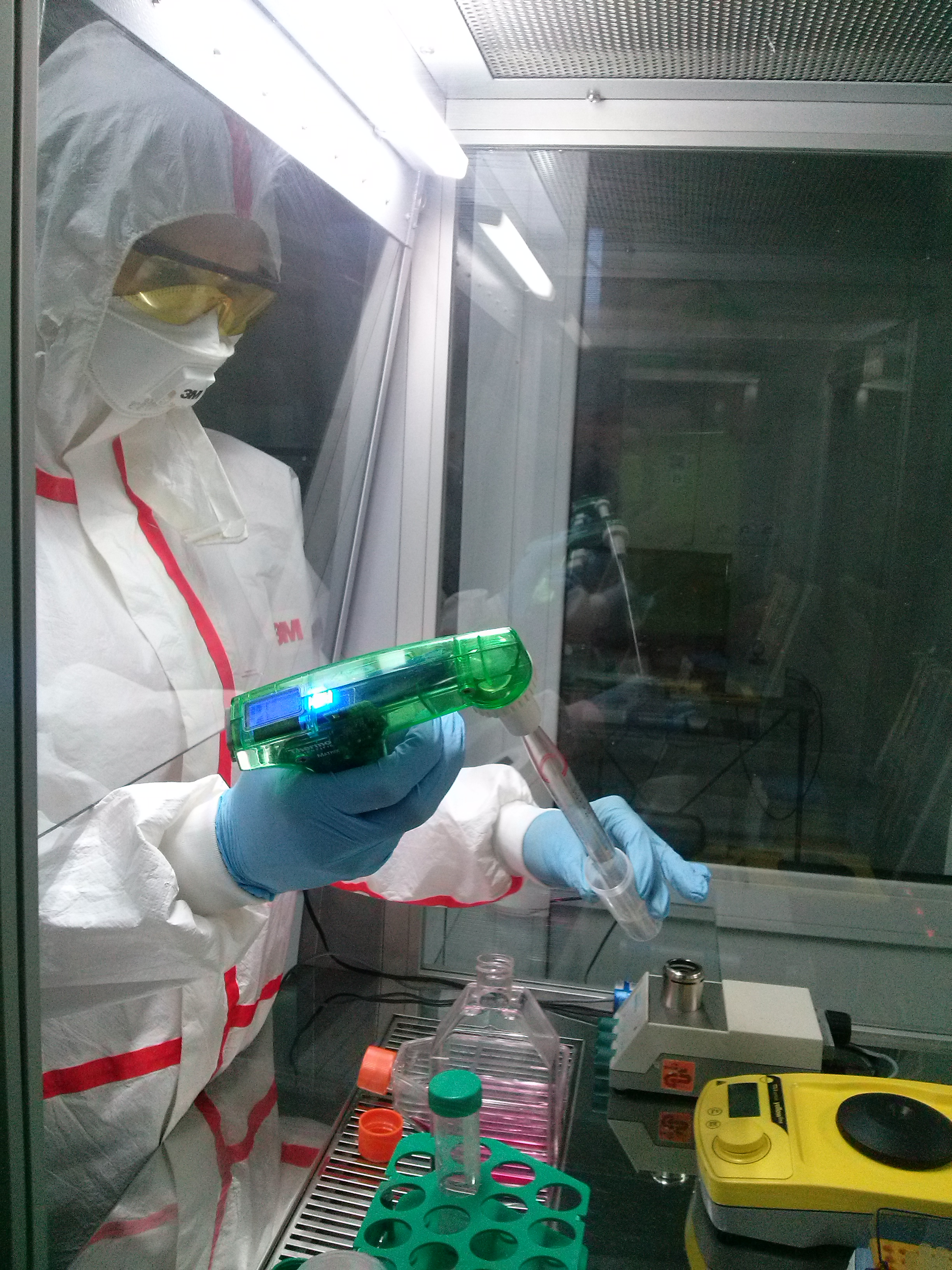
Під час експерименту. Культивування клітин проводиться у стерильних умовах з відповідними засобами захисту.

У цитології даний метод зручний тим, що клітини в культурі легко доступні для різних біохімічних маніпуляцій. При роботі з ними радіоактивні речовини, отрути, гормони та ін. можуть бути введені у потрібній концентрації протягом необхідного періоду часу. Кількість цих речовин може бути на порядок менше, ніж при експерименті на тварині. Зникає загроза того, що речовина буде метаболізована печінкою, екскретована нирками або відкладеться у м'язах. Це забезпечує отримання реальних значень швидкості дії речовини на клітину або її засвоєння клітиною.
Для дослідження живих рослинних клітин використовують культуру ізольованих протопластів. Ізольовані протопласти можна визначити як «голі» клітини рослин, оскільки клітинна стінка видаляється механічним або ферментативним способом. Система ізольованих протопластів дає можливість вести селекцію на клітинному рівні, працювати у малому об'ємі з великою кількістю індивідуальних клітин, отримувати нові форми рослин шляхом прямого перенесення генів, отримувати соматичні гібриди між віддаленими у систематичному відношенні видами. Оскільки в ізольованих протопластах одразу починається регенерація клітинної оболонки, то вони є зручним об'єктом для вивчення формування целюлозних мікрофібрил.

### Застосування увірусології
У вірусології культури клітин використовуються дуже широко, оскільки з ними порівняно легко працювати у лабораторії, на відміну від інших методів — вирощування вірусів на курячих ембріонах або у організмі живих тварин. Крім того на моношарі клітинної культури можна добре вивчити цитопатичну дію вірусів, за утворенням внутрішньо-клітинних включень, бляшок, у реакціях гемадсорбції й пасивної гемаглютинації та за кольоровою пробою. При роботі з культурами клітин суттєві результати можуть бути отримані при роботі з невеликою кількістю культур. Експерименти, які потребують для підтвердження того чи іншого факту сотні або тисячі лабораторних тварин можуть бути з рівною статистичною достовірністю поставлені на такій же кількості культур клітин. Таким чином при лабораторії не треба тримати віварій і відсутні етичні аспекти поводження з хворими тваринами.
Також вивчається трансформація клітин вірусами, механізм якої подібний до механізму виникнення злоякісних пухлин.

### Застосування уфармакології
Культури клітин широко застосовуються для тестування дії речовин, які можуть бути використані як лікарські препарати. Попри те, що результати, отримані на культурах клітин не можна екстраполювати на весь організм, не викликає сумніву, що якщо та чи інша речовина порушує діяльність клітин з кількох різних лініях культур, то необхідно очікувати негативного ефекту і при введенні цієї речовини у організм.

### Застосування убіотехнології
Специфічні культури клітин є цінним джерелом гормонів та інших біологічно активних речовин. Вже зараз вони застосовуються для виробництва противірусного білку інтерферону.

### Застосування угенетиці
У генетиці здатність клітин до росту у культурі використовується у наступних напрямках:
- Клонування
- Зберігання клітин
- Отримання мутантних клітин та робота з ними

### Застосування вбіомедичній інженерії

#### Тканинна інженерія

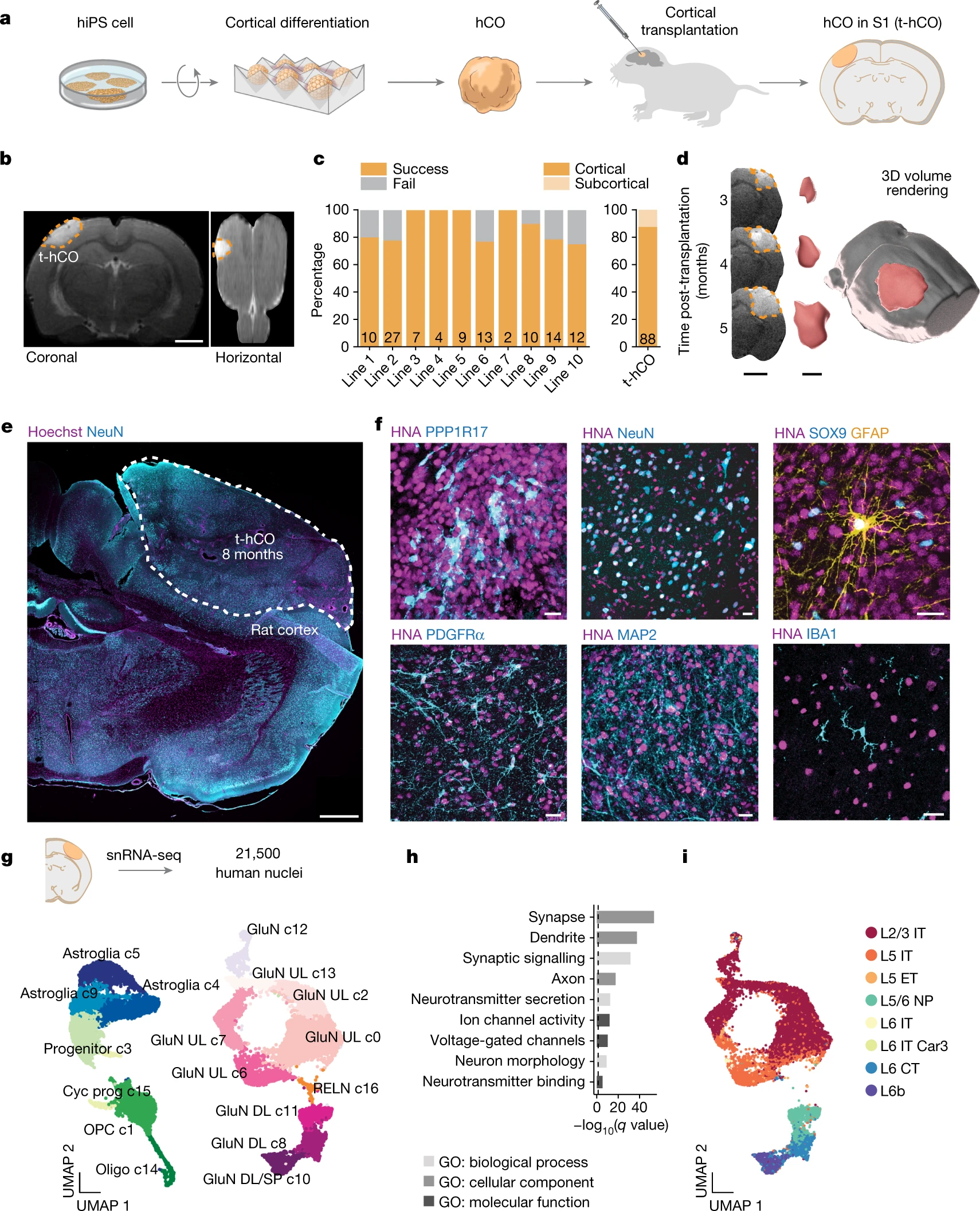
Трансплантація коркових органоїдів людини в кору головного мозку щурів, що розвивається

Тканинна інженерія — це міждисциплінарна сфера, яка об’єднує принципи клітинної біології, матеріалознавства та інженерії для створення функціональних тканин для регенеративної медицини, трансплантації, персоналізованої медицини та моделювання захворювань. Культура клітин відіграє центральну роль у тканинній інженерії, слугуючи основою для створення складних тривимірних конструкцій тканин in vitro.
Скаффолди (каркаси) діють як опорні структури, які імітують позаклітинний матрикс і забезпечують основу для прикріплення, росту та диференціації клітин. Клітини висівають на ці каркаси за допомогою методів клітинної культури, що дозволяє їм прилипати та розмножуватися, утворюючи тканиноподібні структури. Матеріали скелетів різноманітні, включаючи природні полімери (наприклад, колаген, фібрин), синтетичні полімери (наприклад, полімолочна кислота, полігліколева кислота) і гібридні матеріали для оптимізації механічних і біологічних властивостей.
Диференціація клітин від початкового стану до більш спеціалізованого фенотипу є критичним аспектом тканинної інженерії. Умови культивування клітин, включаючи фактори росту, хімічні сигнали та механічні сили, ретельно контролюються, щоб керувати диференціацією клітин за певними лініями. Маніпулюючи культуральним середовищем, дослідники можуть стимулювати клітини розвиватися в бажані типи клітин, що призводить до формування функціональних тканин.
Останні досягнення в техніці культивування клітин дозволили створювати органоїди — мініатюрні, спрощені версії органів — in vitro.  Ці тривимірні структури формуються за допомогою точних умов культивування клітин, які імітують середовище in vivo. Органоїди повторюють архітектуру та функції певних тканин або органів, забезпечуючи безцінні моделі для вивчення процесів розвитку та механізмів захворювання, а також реакції на ліки в персоналізованій медицині та розробці нових ліків. Крім того, такі органоїди відкривають великі можливості для регенеративної медицини, наприклад, в лікуванні інсульту чи травм голомного мозку. (див. також Інженерія нервової тканини)

### Застосування вхарчовій промисловості

#### Культивоване м'ясо
Культивоване м’ясо, також відоме як м’ясо, вирощене в лабораторії, м'ясо з пробірки, або м’ясо на клітинній основі, — це інноваційний підхід, який використовує методи культивування клітин для виробництва м’ясних продуктів без традиційного тваринництва. Культура клітин відіграє ключову роль у цій галузі, забезпечуючи ріст і розмноження клітин тварин у контрольованому середовищі.
Виробництво культивованого м’яса починається з відбору та ізоляції клітин тварин, як правило, із зразка тканини, отриманого за допомогою біопсії або інших неінвазивних методів. Ці клітини, відомі як «стартерні клітини», служать основою для вирощування культивованого м’яса in vitro. Вони можуть включати м’язові стовбурові клітини (міобласти), які мають потенціал диференціюватися в м’язові волокна, які є основним компонентом м’яса.
Методи культивування клітин використовуються для розширення та проліферації початкових клітин у великій кількості, створюючи достатню популяцію клітин для виробництва м’яса. Ці клітини забезпечені ретельно розробленим культуральним середовищем, яке містить поживні речовини, фактори росту та інші важливі компоненти, необхідні для їхнього росту та реплікації.
Щоб отримати м’ясо, текстура якого нагадує м’ясо, вирощене на традиційних фермах, клітини часто культивують у тривимірних структурах, які, як і в тканинні інженерії, називаються каркасами (скаффолдами). Ці каркаси забезпечують підтримку та імітують природний позаклітинний матрикс, спрямовуючи клітини до формування структур, схожих на м’язову тканину. Цей підхід до 3D-культури має вирішальне значення для створення текстури та відчуття у роті, які споживачі асоціюють із м’ясом.
Культивовані клітини проходять процес диференціювання, керуючись конкретними умовами культивування та ознаками, щоб перетворитися на зрілі м’язові волокна. Цей процес передбачає злиття клітин, утворюючи більші багатоядерні структури, схожі на м’язову тканину. Для посилення розвитку функціональних м’язових волокон використовується використання різноманітних факторів диференціації та механічної стимуляції.

## Типи культур клітин
1. Первинно-трипсинізовані — отримують із подрібнених тканин людини та тварин шляхом їх обробки трипсином чи іншими ферментами. Витримують лише 5-10 поділів (пасажів).
2. Перещеплювані — клітини, які набули здатності до безмежного розмноження, оскільки є похідними пухлин людини та тварин.
3. Напівперещеплювані (диплоїдні) — можуть витримувати до 100 пасажів, зберігаючи при цьому вихідний диплоїдний набір хромосом.

## Найбільш розповсюджені лінії клітин
| Лінія клітин       | Розшифровка скорочення                                                  | Організм                      | Тканина                                          | Морфологія                                    | Примітки та посилання                                                                                            |  |
| ------------------ | ----------------------------------------------------------------------- | ----------------------------- | ------------------------------------------------ | --------------------------------------------- | --- |  |
| 293-T              |                                                                         | людина                        | нирка(ембріональна)                              |                                               | Похідна від HEK-293 ECACC [Архівовано 5 листопада 2010 у Wayback Machine.]                                       |  |
| 3T3 cells          | «3-day transfer, inoculum 3 x 105 cells»                                | миша                          | ембріональні фібробласти                         |                                               | Відома також як NIH 3T3 ECACC [Архівовано 14 лютого 2012 у Wayback Machine.]                                     |  |
| 721                |                                                                         | людина                        | меланома                                         |                                               | |  |
| 9L                 |                                                                         | пацюк                         | гліобластома                                     |                                               | |  |
| A2780              |                                                                         | людина                        | яєчник                                           | рак яєчника                                   | ECACC [Архівовано 13 червня 2013 у Wayback Machine.]                                                             |  |
| A2780ADR           |                                                                         | людина                        | яєчник                                           | похідне A2780 з резистентністю до адріаміцину | ECACC [Архівовано 13 червня 2013 у Wayback Machine.]                                                             |  |
| A2780cis           |                                                                         | людина                        | яєчник                                           | похідне A2780 з резистентністю до цисплатину  | ECACC [Архівовано 15 червня 2013 у Wayback Machine.]                                                             |  |
| A172               |                                                                         | людина                        | гліобластома                                     | злоякісна гліома                              | ECACC [Архівовано 26 вересня 2011 у Wayback Machine.]                                                            |  |
| A431               |                                                                         | людина                        | шкіряний епітелій                                | плоскоклітинна карцинома                      | ECACC [Архівовано 26 вересня 2011 у Wayback Machine.]Cell Line Data Base                                         |  |
| A-549              |                                                                         | людина                        | карцинома легень                                 | епітелій                                      | DSMZECACC [Архівовано 2 травня 2012 у Wayback Machine.]                                                          |  |
| B35                |                                                                         | пацюк                         | нейробластома                                    |                                               | ATCC[недоступне посилання з червня 2019]                                                                         |  |
| BCP-1              |                                                                         | людина                        | периферичні лейкоцити                            | HIV+ лімфома                                  | ATCC |  |
| BEAS-2B            | bronchial epithelium + adenovirus 12-SV40 virus hybrid (Ad12SV40)       | людина                        | легені                                           | епітелій                                      | ATCC[недоступне посилання з червня 2019]                                                                         |  |
| bEnd.3             | brain endothelial                                                       | миша                          | кора головного мозку                             | ендотелій                                     | ATCC |  |
| BHK-21             | «Baby Hamster Kidney»                                                   | хом'як                        | нирка                                            | фібробласти                                   | ECACC [Архівовано 14 лютого 2012 у Wayback Machine.]Olympus [Архівовано 27 грудня 2009 у Wayback Machine.]       |  |
| BR 293             |                                                                         | людина                        | молочна залоза                                   | рак                                           | |  |
| BxPC3              | Biopsy xenograph of pancreatic carcinoma line 3                         | людина                        | панкреатична аденокарцинома                      | епітелій                                      | ATCC[недоступне посилання з червня 2019]                                                                         |  |
| C3H-10T1/2         |                                                                         | миша                          | ембріональні мезенхімальні клітини               |                                               | ECACC [Архівовано 14 лютого 2012 у Wayback Machine.]                                                             |  |
| C6/36              |                                                                         | комар                         | тканини личинки                                  |                                               | ECACC [Архівовано 14 лютого 2012 у Wayback Machine.]                                                             |  |
| CHO                | Chinese hamster ovary                                                   | Cricetulus griseus            | яєчник                                           | епітелій                                      | ECACC [Архівовано 14 лютого 2012 у Wayback Machine.]ICLC[недоступне посилання з червня 2019]                     |  |
| COR-L23            |                                                                         | людина                        | легені                                           |                                               | ECACC [Архівовано 14 лютого 2012 у Wayback Machine.]                                                             |  |
| COR-L23/CPR        |                                                                         | людина                        | легені                                           |                                               | ECACC [Архівовано 14 лютого 2012 у Wayback Machine.]                                                             |  |
| COR-L23/5010       |                                                                         | людина                        | легені                                           |                                               | ECACC [Архівовано 14 лютого 2012 у Wayback Machine.]                                                             |  |
| COR-L23/R23        |                                                                         | людина                        | легені                                           | епітелій                                      | ECACC [Архівовано 14 лютого 2012 у Wayback Machine.]                                                             |  |
| COS-7              | Cercopithecus aethiops, origin-defective SV-40                          | мавпа Cercopithecus aethiops  | нирка                                            | фібробласти                                   | ECACC [Архівовано 2 травня 2012 у Wayback Machine.]ATCC                                                          |  |
| CML T1             | Chronic Myelod Leukaemia T-lymphocyte 1                                 | людина                        | хронічна міелоїдна лейкемія                      | T-клітинна лейкемія                           | Blood |  |
| CMT                | canine mammary tumor                                                    | собака                        | молочна залоза                                   | епітелій                                      | |  |
| D17                |                                                                         | собака                        | остеосаркома                                     |                                               | ECACC [Архівовано 14 лютого 2012 у Wayback Machine.]                                                             |  |
| DH82               |                                                                         | собака                        | гістіоцитоз                                      | моноцити/макрофаги                            | ECACC [Архівовано 14 лютого 2012 у Wayback Machine.] J Vir Meth                                                  |  |
| DU145              |                                                                         | людина                        | карцинома                                        | простата                                      | |  |
| DuCaP              | Dura mater Cancer of the Prostate                                       | людина                        | метастазуючий рак простати                       | епітелій                                      | 11317521 |  |
| EL4                |                                                                         | миша                          |                                                  | T-клітинна лейкемія                           | ECACC [Архівовано 14 лютого 2012 у Wayback Machine.]                                                             |  |
| EMT6/AR1           |                                                                         | миша                          | молочна залоза                                   | епітелій                                      | ECACC [Архівовано 5 листопада 2010 у Wayback Machine.]                                                           |  |
| EMT6/AR10.0        |                                                                         | миша                          | молочна залоза                                   | епітелій                                      | ECACC [Архівовано 14 лютого 2012 у Wayback Machine.]                                                             |  |
| FM3                |                                                                         | людина                        | метастази в лімфатичний вузол                    | меланома                                      | |  |
| H1299              |                                                                         | людина                        | легені                                           | рак                                           | |  |
| H69                |                                                                         | людина                        | легені                                           |                                               | ECACC [Архівовано 14 лютого 2012 у Wayback Machine.]                                                             |  |
| HB54               |                                                                         | гібридома                     | гібридома                                        | секретує L243 mAb (проти HLA-DR)              | Human Immunology                                                                                                 |  |
| HB55               |                                                                         | гібридома                     | гібридома                                        | секретує MA2.1 mAb (проти HLA-A2 и HLA-B17)   | Journal of Immunology [Архівовано 16 грудня 2008 у Wayback Machine.]                                             |  |
| HCA2               |                                                                         | людина                        | фібробласти                                      |                                               | Journal of General Virology                                                                                      |  |
| HEK-293            | human embryonic kidney                                                  | людина                        | нирка (ембріональна)                             | епітелій                                      | ATCC |  |
| HeLa               | Henrietta Lacks                                                         | людина                        | рак шийки матки                                  | епітелій                                      | DSMZECACC [Архівовано 14 лютого 2012 у Wayback Machine.]                                                         |  |
| Hepa1c1c7          | clone 7 of clone 1 hepatoma line 1                                      | миша                          | гепатома                                         | епітелій                                      | ECACC [Архівовано 14 лютого 2012 у Wayback Machine.] ATCC[недоступне посилання з червня 2019]                    |  |
| HL-60              | human leukemia                                                          | людина                        | мієлобласти                                      | клітини крові                                 | ECACC [Архівовано 14 лютого 2012 у Wayback Machine.]DSMZ                                                         |  |
| HMEC               | human mammary epithelial cell                                           | людина                        |                                                  | епітелій                                      | ECACC [Архівовано 8 жовтня 2012 у Wayback Machine.]                                                              |  |
| HT-29              |                                                                         | людина                        | епітелій товстого кишечника                      | аденокарцинома                                | ECACC [Архівовано 14 лютого 2012 у Wayback Machine.] Cell Line Data Base                                         |  |
| Jurkat             |                                                                         | людина                        | T-клітинна лейкемія                              | білі клітини крові                            | ECACC [Архівовано 14 лютого 2012 у Wayback Machine.] DSMZ                                                        |  |
| JY                 |                                                                         | людина                        | лімфобласти                                      | В-клітини, іморталізовані EBV                 | |  |
| K562               |                                                                         | людина                        | лімфобласти                                      | хронічна мієлоїдна лейкемія                   | ECACC [Архівовано 14 лютого 2012 у Wayback Machine.]                                                             |  |
| Ku812              |                                                                         | людина                        | лімфобласти                                      | еритролейкемія                                | ECACC [Архівовано 14 лютого 2012 у Wayback Machine.] LGCstandards [Архівовано 12 лютого 2012 у Wayback Machine.] |  |
| KCL22              |                                                                         | людина                        | лімфобласти                                      | хронічна мієлоїдна лейкемія                   | |  |
| KYO1               | Kyoto 1                                                                 | людина                        | лімфобласти                                      | хронічна мієлоїдна лейкемія                   | DSMZ [Архівовано 22 травня 2011 у Wayback Machine.]                                                              |  |
| LNCap              | Lymph node Cancer of the Prostate                                       | людина                        | аденокарцинома простати                          | епітелій                                      | ECACC [Архівовано 14 лютого 2012 у Wayback Machine.]ATCC[недоступне посилання з червня 2019]                     |  |
| Ma-Mel 1, 2, 3….48 |                                                                         | людина                        |                                                  | лінії клітин меланоми                         | |  |
| MC-38              |                                                                         | миша                          |                                                  | аденокарцинома                                | |  |
| MCF-7              | Michigan Cancer Foundation-7                                            | людина                        | молочна залоза                                   | інвазивна карцинома протоків молочної залози  | ER+, PR+ |  |
| MCF-10A            | Michigan Cancer Foundation                                              | людина                        | молочна залоза                                   | епітелій                                      | ATCC |  |
| MDA-MB-231         | M.D. Anderson — Metastatic Breast                                       | людина                        | молочна залоза                                   | рак                                           | ECACC [Архівовано 14 лютого 2012 у Wayback Machine.]                                                             |  |
| MDA-MB-468         | M.D. Anderson — Metastatic Breast                                       | людина                        | молочна залоза                                   | рак                                           | ECACC [Архівовано 14 лютого 2012 у Wayback Machine.]                                                             |  |
| MDA-MB-435         | M.D. Anderson — Metastatic Breast                                       | людина                        | молочна залоза                                   | меланома або карцинома (єдина думка відсутня) | Cambridge Pathology ECACC [Архівовано 14 лютого 2012 у Wayback Machine.]                                         |  |
| MDCK II            | Madin Darby canine kidney                                               | собака                        | нирка                                            | епітелій                                      | ECACC [Архівовано 14 лютого 2012 у Wayback Machine.] ATCC                                                        |  |
| MOR/0.2R           |                                                                         | людина                        | легені                                           |                                               | ECACC [Архівовано 14 лютого 2012 у Wayback Machine.]                                                             |  |
| NCI-H69/CPR        |                                                                         | людина                        | легені                                           |                                               | ECACC [Архівовано 14 лютого 2012 у Wayback Machine.]                                                             |  |
| NCI-H69/LX10       |                                                                         | людина                        | легені                                           |                                               | ECACC [Архівовано 14 лютого 2012 у Wayback Machine.]                                                             |  |
| NCI-H69/LX20       |                                                                         | людина                        | легені                                           |                                               | ECACC [Архівовано 14 лютого 2012 у Wayback Machine.]                                                             |  |
| NCI-H69/LX4        |                                                                         | людина                        | легені                                           |                                               | ECACC [Архівовано 14 лютого 2012 у Wayback Machine.]                                                             |  |
| NIH-3T3            | National Institutes of Health, 3-day transfer, inoculum 3 x 105 cells   | миша                          | ембріон                                          | фібробласти                                   | ECACC [Архівовано 14 лютого 2012 у Wayback Machine.]ATCC                                                         |  |
| NALM-1             |                                                                         |                               | периферична кров                                 | хронічна мієлоїдна лейкемія                   | Cancer Genetics and Cytogenetics                                                                                 |  |
| NW-145             |                                                                         |                               |                                                  | меланома                                      | ESTDAB [Архівовано 16 листопада 2011 у Wayback Machine.]                                                         |  |
| OPCN / OPCT        | Onyvax [Архівовано 10 червня 2019 у Wayback Machine.] Prostate Cancer…. |                               |                                                  | лінії клітин рака простати                    | Asterand [Архівовано 7 липня 2011 у Wayback Machine.]                                                            |  |
| Peer               |                                                                         | людина                        | T-клітинна лейкемія                              |                                               | DSMZ |  |
| PNT-1A / PNT 2     |                                                                         |                               |                                                  | лінії клітин рака простати                    | ECACC [Архівовано 5 листопада 2010 у Wayback Machine.]                                                           |  |
| RenCa              | Renal Carcinoma                                                         | миша                          |                                                  | карцинома нирки                               | |  |
| RIN-5F             |                                                                         | миша                          | підшлункова залоза                               |                                               | |  |
| RMA/RMAS           |                                                                         | миша                          |                                                  | T-клітинний рак                               | |  |
| Saos-2             |                                                                         | людина                        |                                                  | остеосаркома                                  | ECACC [Архівовано 14 лютого 2012 у Wayback Machine.]                                                             |  |
| Sf-9               | Spodoptera frugiperda                                                   | метелик Spodoptera frugiperda | яєчник                                           |                                               | DSMZ [Архівовано 22 травня 2011 у Wayback Machine.]ECACC [Архівовано 5 листопада 2010 у Wayback Machine.]        |  |
| SkBr3              |                                                                         | людина                        |                                                  | карцинома молочної залози                     | |  |
| T2                 |                                                                         | людина                        |                                                  | гібридома В-клітин та Т-клітинної лейкемії    | DSMZ [Архівовано 22 травня 2011 у Wayback Machine.]                                                              |  |
| T-47D              |                                                                         | людина                        | молочна залоза                                   | карцинома протоків                            | |  |
| T84                |                                                                         | людина                        | карцинома товстого кишечника/ метастази в легені | епітелій                                      | ECACC [Архівовано 14 лютого 2012 у Wayback Machine.]ATCC                                                         |  |
| THP1               |                                                                         | людина                        | моноцити                                         | гостра мієлоїдна лейкемія                     | ECACC [Архівовано 14 лютого 2012 у Wayback Machine.]                                                             |  |
| U373               |                                                                         | людина                        | гліобластома-астроцитома                         | епітелій                                      | |  |
| U87                |                                                                         | людина                        | гліобластома-астроцитома                         | епітелій                                      | Abcam |  |
| U937               |                                                                         | людина                        | лейкемічна моноцитарна лімфома                   |                                               | ECACC [Архівовано 5 листопада 2010 у Wayback Machine.]                                                           |  |
| VCaP               | Vertebra Prostate Cancer                                                | людина                        | метастазуючий рак простати                       | епітелій                                      | ECACC [Архівовано 24 лютого 2012 у Wayback Machine.] ATCC [Архівовано 19 лютого 2012 у Wayback Machine.]         |  |
| Vero               | 'Vera Reno' / 'Vero' ('істина')                                         | африканська зелена мартишка   | епітелій нирки                                   |                                               | ECACC [Архівовано 14 лютого 2012 у Wayback Machine.]                                                             |  |
| WM39               |                                                                         | людина                        | шкіра                                            | первинна меланома                             | |  |
| WT-49              |                                                                         | людина                        | лімфобласти                                      |                                               | |  |
| X63                |                                                                         | миша                          | меланома                                         |                                               | |  |
| YAC-1              |                                                                         | миша                          | лімфома                                          |                                               | Cell Line Data Base ECACC [Архівовано 14 лютого 2012 у Wayback Machine.]                                         |  |
| YAR                |                                                                         | людина                        | B-лімфоцити                                      | трансформовані EBV                            | [Архівовано 14 лютого 2012 у Wayback Machine.] Human Immunology [Архівовано 20 вересня 2008 у Wayback Machine.]  |  |

## Додаткова література

### Книги
- Mani Shalini; Singh Manisha; Kumar Anil (2023). Animal Cell Culture: Principles and Practice. Techniques in Life Science and Biomedicine for the Non-Expert (англ.). Cham: Springer International Publishing. ISBN 978-3-031-19484-9.
- Zhan Xianquan, ред. (2022). Cell Culture - Advanced Technology and Applications in Medical and Life Sciences. Biochemistry (англ.) 30. IntechOpen. ISBN 978-1-83969-445-5.
- Pörtner Ralf, ред. (2021). Cell Culture Engineering and Technology: In appreciation to Professor Mohamed Al-Rubeai. Cell Engineering (англ.) 10. Cham: Springer International Publishing. ISBN 978-3-030-79870-3.
- Ylostalo Joni H., ред. (7 січня 2021). 3D Stem Cell Culture (English). MDPI. ISBN 978-3-03943-803-7.
- Loyola-Vargas, Victor M.; Ochoa-Alejo, Neftali, ред. (2012). Plant cell culture protocols. Methods in molecular biology (вид. 3. ed). New York, Dordrecht, Heidelberg: Humana Press, Springer. ISBN 978-1-61779-817-7.
- Карпов О.В., Демидов СВ., Кир'яченко С.С. Клітинна та генна інженерія: Підручник — Київ: Фітосоціоцентр, 2010. - 208 с

### Журнали
- Journal of Cell Biology (Rockefeller University Press)
- Cytotechnology (Springer Netherlands, Springer Nature)
- Biotechnology and Bioengineering (Wiley-VCH)
- Cell and Tissue Research (Springer Verlag, Springer Nature)
- In Vitro Cellular and Developmental Biology - Plant (Springer New York, Springer Nature)
- In Vitro Cellular & Developmental Biology - Animal (Springer New York, Springer Nature)
- Journal of Tissue Engineering and Regenerative Medicine (John Wiley & Sons)
- Biological Procedures Online (BioMed Central)
- Journal of Cellular Physiology  (John Wiley & Sons)
- Stem Cells and Development (Mary Ann Liebert)
- Cells (MDPI)